# Gaizka Fernández Soldevilla

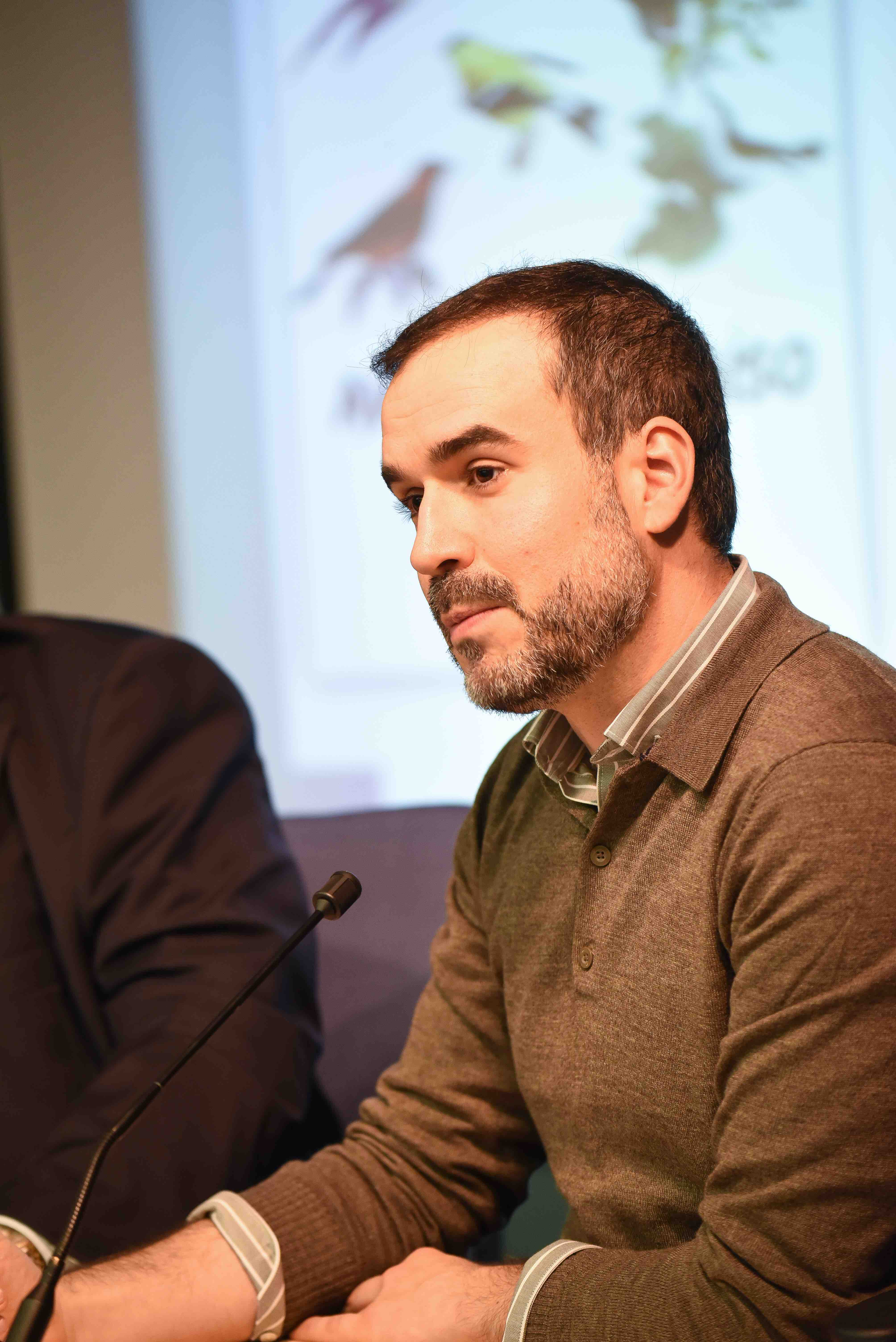
Acto de la Fundación Fernando Buesa, Vitoria, 29 de enero de 2020

Gaizka Fernández Soldevilla (Baracaldo, 1981) es un historiador español. Autor de diversos trabajos sobre el terrorismo en España, se ha especializado en la historia contemporánea. En la actualidad es responsable del archivo y documentación del Centro Memorial de las Víctimas del Terrorismo.

## Biografía
Nacido en 1981 en la localidad vizcaína de Baracaldo, es licenciado en Historia por la Universidad de Deusto y doctor en Historia Contemporánea por la Universidad del País Vasco. Trabaja como responsable del archivo, investigación y documentación del Centro Memorial de las Víctimas del Terrorismo, radicado en Vitoria. Ejerció de asesor histórico de la serie televisiva La línea invisible (Movistar, 2020).

## Obras
Es autor de obras como Sangre, votos, manifestaciones: ETA y el nacionalismo vasco radical, 1958-2011 (Tecnos, 2012), trabajo escrito junto a Raúl López Romo sobre la banda terrorista ETA; Héroes, heterodoxos y traidores. Historia de Euskadiko Ezkerra (1974-1994) (Tecnos, 2013), un recorrido por la historia de la formación política Euskadiko Ezkerra; La calle es nuestra: la transición en el País Vasco (1973-1982) (Kultura Abierta, 2015), La voluntad del gudari. Génesis y metástasis de la violencia de ETA (Tecnos, 2016) y El terrorismo en España. De ETA al Dáesh (Cátedra, 2021). 
Es coautor de La unión de la izquierda vasca. La convergencia del PSE-EE (Editorial Catarata, 2018) junto a Sara Hidalgo García de Orellán y de Las raíces de un cáncer: Historia y memoria de la primera ETA (1959-1973) (Tecnos, 2024), junto con Santiago de Pablo.
También ha coordinado, junto a Florencio Domínguez, Pardines. Cuando ETA empezó a matar (Tecnos, 2018) y junto a María Jiménez 1980. El terrorismo contra la Transición (Tecnos, 2020).